# Veľká Čalomija
Veľká Čalomija este o comună slovacă, aflată în districtul Veľký Krtíš din regiunea Banská Bystrica. Localitatea se află la altitudinea de 142 m deasupra n.m., se întinde pe o suprafață de 8,91 km2 și în 2017 număra 593 de locuitori.

## Istoric
Localitatea Veľká Čalomija este atestată documentar din 1244.

## Demografie
| An:                | 1994 | 2004   | 2014   | 2024   |
| ------------------ | ---- | ------ | ------ | ------ |
| Număr de persoane: | 672  | 617    | 604    | 579    |
| Diferență:         |      | −8,18% | −2,10% | −4,13% |

| An:                | 2023 | 2024   |
| ------------------ | ---- | ------ |
| Număr de persoane: | 582  | 579    |
| Diferență:         |      | −0,51% |